# 11081 Персеве
11081 Персеве (11081 Persäve) — астероїд головного поясу, відкритий 21 березня 1993 року.
Тіссеранів параметр щодо Юпітера — 3,295.
Названо на честь Пера Арвіда Севе (1811–1887), шведського педагога, фольклориста, діалектолога й засновника музею у Вісбю.